# Hwanam-myeon, Sangju
Hwanam-myeon (koreanska: 화남면) är en socken i den centrala delen av Sydkorea,  150 km sydost om huvudstaden Seoul. Den ligger i kommunen Sangju i provinsen Norra Gyeongsang.